# 約蘭 (以色列)

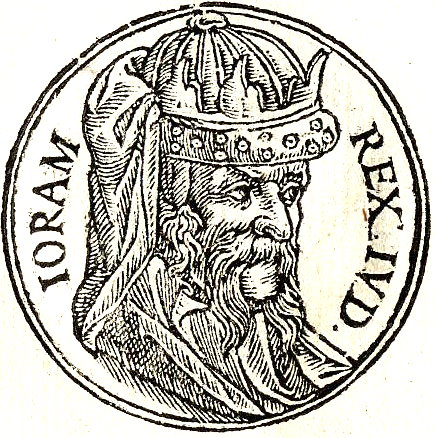

約蘭或稱烏西雅（希伯來語：‎，？—前842年）是古代中東國家北以色列王國的君主。他的父親是亞哈（列王紀下1章17節–8章16節）。

## 登年早期
約蘭在位的年期，目前歷史上有兩種講法：
1. 費毅榮（英语：Edwin R. Thiele）認為是從前851年到前842年；
2. 威廉·奧爾布賴特（英语：William F. Albright）認為是從前849年到前842年。

## 聖經相關章節
- 《列王紀下》第1章17節–第9章29節